# Philipp von Wolff gen. Metternich
Philipp von Wolff gen. Metternich, mit vollständigem Taufnamen: Franz Philipp Wenzel Maria Anton (* 12. Januar
1770 in  Wehrden; † 2. März 1852 ebenda) war ein Gutsbesitzer und preußischer Landrat.

## Leben

### Herkunft und Familie
Philipp von Wolff gen. Metternich entstammte als Sohn der Eheleute Klemens August Joseph Max Anton von Wolff-Metternich und Maria Theresia von Hamm und Ahr dem  westfälischen Uradelsgeschlecht Wolff-Metternich, welches ursprünglich in Hessen ansässig war. Am 21. Januar 1637 wurde der Hofmarschall Johann Adolf Wolff, genannt von Metternich, in den Reichsfreiherrenstand erhoben.
Am 15. Juli 1800 heiratete Philipp in Bökendorf Dorothea Wilhelmine von Haxthausen, Tochter von Werner Adolph von Haxthausen und Marianne von Wendt zu Papenhausen, die eine Stieftante der Dichterin Annette von Droste-Hülshoff war. Aus der Ehe gingen zwei Töchter und drei Söhne hervor:  Klemens wurde Oberpräsident in Brandenburg und Landrat des Kreises Paderborn,  Friedrich wurde wie sein Vater Landrat des Kreises Höxter (1845 bis 1892).

### Beruflicher Werdegang
Nach dem Besuch der Jesuitenschule in Paderborn studierte Philipp an den Universitäten Göttingen und Marburg Rechtswissenschaften. Von  1801 an war er bis zur Ernennung zum Landrat des Kreises Warburg am 19. März 1803 als Amtsdrost in Wewelsburg tätig. Als Landrat blieb er bis zum 4. Januar 1808 im Amt, bis er Unterpräfekt des Distriktes Höxter wurde. Am 8. April 1817 wurde er definitiv Landrat des Kreises Höxter. Auf eigenen Wunsch schied von Wolff aus Altersgründen am 19. Februar 1845 aus dem Staatsdienst aus. 1826 bis 1831 war er Mitglied des Provinziallandtages von Westfalen (er nahm 1828 nicht an den Beratungen teil).
Er war Fideikommissherr auf Schloss Wehrden und Schloss Amelunxen.

## Ehrungen
- Roter Adlerorden II. Klasse mit Eichenlaub
- Geheimer Regierungsrat
- Ehrenbürger der Stadt  Lügde